# Дамартен сир Мез
Дамартен сир Мез (фр. Dammartin-sur-Meuse) насеље је и општина у североисточној Француској у региону Шампањ-Арден, у департману Горња Марна која припада префектури Лангр.
По подацима из 2011. године у општини је живело 220 становника, а густина насељености је износила 14,12 становника/km². Општина се простире на површини од 15,58 km². Налази се на средњој надморској висини од 430 метара.

## Демографија
| 1962. | 1968. | 1975. | 1982. | 1990. | 1999. | 2011. |
| ----- | ----- | ----- | ----- | ----- | ----- | ----- |
| 212   | 239   | 229   | 207   | 186   | 195   | 220   |

График промене броја становника у току последњих година